# Kimball (Tennessee)
Kimball es un pueblo ubicado en el condado de Marion en el estado estadounidense de Tennessee. En el Censo de 2010 tenía una población de 1.395 habitantes y una densidad poblacional de 110,67 personas por km².

## Geografía
Kimball se encuentra ubicado en las coordenadas 35°2′44″N 85°40′25″O / 35.04556, -85.67361. Según la Oficina del Censo de los Estados Unidos, Kimball tiene una superficie total de 12.61 km², de la cual 12.61 km² corresponden a tierra firme y (0%) 0 km² es agua.

## Demografía
Según el censo de 2010, había 1.395 personas residiendo en Kimball. La densidad de población era de 110,67 hab./km². De los 1.395 habitantes, Kimball estaba compuesto por el 93.62% blancos, el 0.93% eran afroamericanos, el 0.07% eran amerindios, el 2.87% eran asiáticos, el 0% eran isleños del Pacífico, el 0.93% eran de otras razas y el 1.58% pertenecían a dos o más razas. Del total de la población el 2.22% eran hispanos o latinos de cualquier raza.